# Вадовиці (концентраційний табір)
Вадовиці (пол. Wadowice) — концентраційний табір для полонених та інтернованих українських вояків і цивільних осіб, що діяв 1918—1923 на околиці однойменного міста у Польщі.
Після репатріації військовополонених російської армії уряд Польщі використовував його для утримування військовополонених польсько-радянської війни 1920 року та розміщення інтернованих військових частин Армії Української Народної Республіки.
Табір у Вадовицях був заснований австрійською владою на початку Першої світової війни для утримання військовополонених із російської та італійської армій і складався з 18-ти мурованих та дерев'яних бараків.
З листопада 1918 до табору направлялися полонені стрільці та старшини УГА й інтерновані цивільні галичани, загальна кількість яких у 1-й половині 1919 становила близько 15 тис.

## Інтерновані українські військовики
Протягом 1919 понад 10 тис. галичан були звільнені, натомість табір заповнили вояки Армії УНР, серед яких — генерали О. Галкін, В. Гудима, В. Кущ, І. Мартинюк, В. Сварика.
Навесні 1920 близько 3 тис. старшин переведено до табору Тухолі, а до Вадовиць прибуло близько 10 тис. полонених вояків Червоної УГА, переведених у стан інтернованих.
Наприкінці 1920 у Вадовицях перебувало 4 тис. українських вояків під загальним командуванням генерала О. Загродського.
На початку 1921 року там перебувало близько 4,5 тисяч українських вояків, у тому числі Окрема кінна, Запасна та Київська дивізії, Спільна юнацька школа. На чолі Вадовицької групи інтернованих військовиків (комендант) стояв генерал-полковник Михайло Омелянович-Павленко, в червні 1921 його замінив генерал-хорунжий Андрій Вовк.
У таборі діяли:
- школа підстаршин,
- загально-освітня школа,
- науковий, історичний, художній гуртки, театр.

З квітня 1921 Спільна юнацька школа, що раніше діяла у Ланьцуті, готувала старшин.
У табірній друкарні видавали місячник «Запорожець», тижневик «Запорожська думка», часопис «Думка» та сатиричні журнали «Жало» і «Комар».
Окремий загін козаків-табірників разом із поляками брав участь у Гірносілезькому повстанні за приєднання Сілезії до Польщі.
Побут вояків-українців був позначений значними труднощами, що було зумовлено його перенаселеністю табору, жорстким режимом утримання інтернованих, обмеженням можливості тимчасово залишати табір, неготовністю таборової комендатури йти назустріч інтернованим у вирішенні їх найнагальніших проблем:
- таборянам зменшували харчовий пайок, а інколи взагалі видавали зіпсовані продукти;
- їм гостро бракувало мила;
- у таборі залишалась група полонених червоноармійців з більшовицькими агітаторами в їх середовищі;
- діяла заборона співати пісні (поза табором, при виході на навчання тощо).

Все це посилювалися неприхильністю, недоброзичливістю, навіть ворожим ставленням до інтернованих вояків-українців з боку окремих службовців комендатури табору (інколи — навіть образливим ставленням до таборян), дріб'язковим втручанням коменданта табору у внутрішнє життя українського вояцтва.
Це призводило до деморалізації тієї частини інтернованого українського вояцтва, яке не мало стійких національно-державницьких почувань. Одним з проявів цього стало дезертирство з табору кількох десятків інтернованих, у тому числі й старшин. У цих умовах конче необхідним було скріпити моральний дух таборян, чим опікувались культурно-освітні відділи дивізій. Створити позитивні цінності для інтернованих був покликаний таборовий театр, в якому заходами акторів-аматорів регулярно вояцтву пропонувались вистави українських драматургів. Значну гуманітарну допомогу інтернованим надавала таборова філія YMCA, яка попри антиукраїнську позицію її очільника об'єктивно змінювала життя інтернованих на краще. Об'єктом особливих її турбот, так само як Союзу Українок були жінки і діти, які потребували на забезпечення хоча би мінімальних умов існування у таборовому просторі.
Внаслідок переповнення, браку харчів, опалення та медичної допомоги у таборі була високою смертність: на військовому цвинтарі Вадовиць поховано близько 5 тис. осіб, з них 1,5 тис. вояків УГА та Армії УНР, серед яких — генерал М. Єлчанінов. Цвинтар зберігся до наших днів.